# Daphoenus
Daphoenus és un gènere extint de mamífers carnívors de la família dels amficiònids que visqueren a Nord-amèrica entre l'Eocè superior i el Miocè inferior. Se n'han trobat restes fòssils a la província canadenca de Saskatchewan i els estats estatunidencs de Califòrnia Colorado, Dakota del Nord, Dakota del Sud, Florida, Geòrgia, Nebraska, Oregon, Texas i Wyoming. La llargada del crani anava des de 14 fins a 24 cm, segons l'espècie, cosa que el situava entre els amficiònids petits a mitjans. Presentava dimorfisme sexual.